# Гуайота

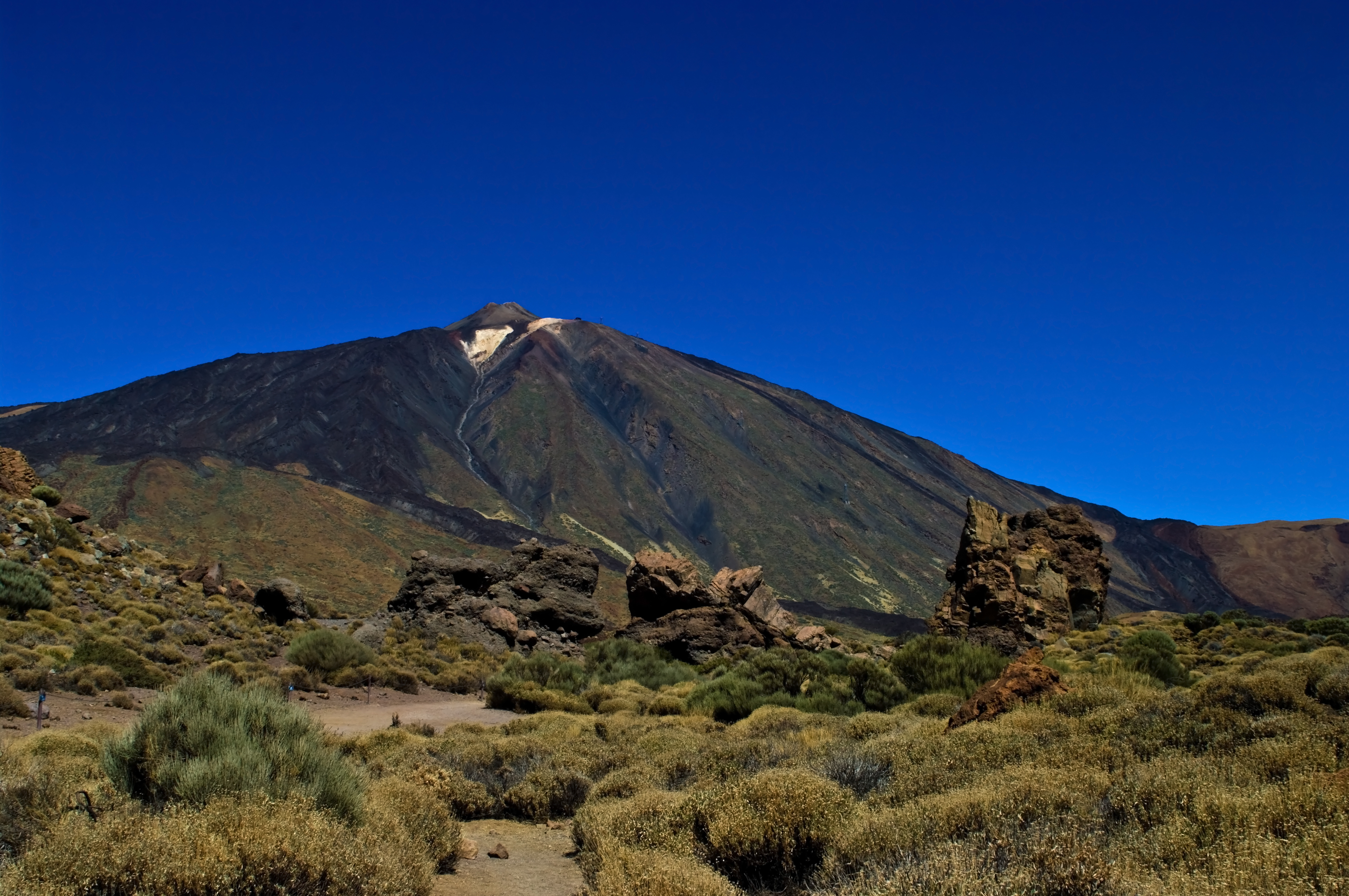
Вулкан Тейде, «закупоренный» «пробкой», чтобы не выпустить Гуайоту

Гуайо́та (исп. Guayota, на языке гуанчей wa-yewta, букв. «разрушитель») — название демона в мифологии гуанчей — древних аборигенов острова Тенерифе.
Согласно мифологии Гуайота жил внутри вулкана Тейде, который считался воротами в другой мир. На языке гуанчей Тейде ранее носил название Эчейде (Echeyde, букв. «дьявол», «ад»). Гуайота предстаёт в мифологии в виде чёрного пса, окружённого другими демонами Тибисенас (Tibicenas), также в виде чёрных собак.
По легенде Гуайота однажды похитил бога солнца Махека и заточил его внутри Тейде, напустив таким образом тьму на Канарские острова. Под покровом ночи Гуайота и Тибисенас могли безнаказанно нападать на скот и разорять поля. Население Тенерифе взмолилось богу неба Ачаману и попросило у него помощи. После победы Ачамана над демоном, он освободил Махека и поместил на его место Гуайоту. Чтобы демон не выбрался, Ачаман заткнул вулкан пробкой. Верхушка Тейде отличается от остального камня своим беловатым цветом.